# Giuseppe Puliè
Giuseppe Puliè (Auronzo di Cadore, 26 de diciembre de 1964) es un deportista italiano que compitió en esquí de fondo.
Participó en los Juegos Olímpicos de Albertville 1992, obteniendo una medalla de bronce en la prueba de relevo (junto con Marco Albarello, Giorgio Vanzetta y Silvio Fauner).

## Palmarés internacional
| Juegos Olímpicos | Juegos Olímpicos      | Juegos Olímpicos | Juegos Olímpicos |
| Año              | Lugar                 | Medalla          | Prueba           |
| ---------------- | --------------------- | ---------------- | ---------------- |
| 1992             | Albertville (Francia) | Medalla de plata | Relevo 4 × 10 km |